# Baluan-pam

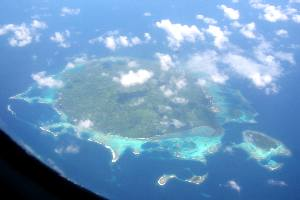
Île de Baluan, Manus, Papouasie-Nouvelle-Guinée.

Le baluan-pam est une des langues des îles de l'Amirauté, en  province de Manus, parlée par un millier de locuteurs, dans les îles Baluan et Pam. Les deux dialectes sont similaires et le baluan est le plus répandu. Ses locuteurs emploient également le lou et le titan.